# マグダ・ズバンスキー
マグダ・ズバンスキー（Magda Szubanski, 1961年4月12日 - ）は、イギリス出身のオーストラリアの女優である。

## 出演作品

### 映画
- ハッピー フィート2 踊るペンギンレスキュー隊（バイオラ先生）声の出演
- ライラの冒険 黄金の羅針盤（家政婦ロンズデール）
- ハッピー フィート（ミス・バイオラ）
- マスク2（ベティ）
- クロコダイル・ハンター ザ・ムービー
- ベイブ/都会へ行く（エズメ・ホゲット）
- ベイブ（エズメ・ホゲット）